# Kim Eui-sung
Dans ce nom coréen, le nom de famille, Kim, précède le nom personnel.
Kim Eui-sung (hangeul : 김의성), né le 17 décembre 1965, est un acteur sud-coréen. 

## Filmographie

### Films
- 1995 : Mom Has a Lover
- 1996 : Le Jour où le cochon est tombé dans le puits : Hyo-seop
- 1997 : 3pm Paradise
- 1997 : Barricade
- 2011 : Matins calmes à Séoul : Joong-won
- 2012 : 26 Years : Chief Choi
- 2012 : National Security : Kang Su-hyeon
- 2012 : Architecture 101 : Kang
- 2013 : Gwansang : Han Myeong-hoe
- 2013 : Running Man : Kim
- 2013 : Haewon et les Hommes : Joong-won
- 2013 : The Suspect : Shin
- 2014 : Big Match : Do
- 2014 : Hill of Freedom : Sang-won
- 2014 : Tabloid Truth : Park Young-jin
- 2015 : Assassination
- 2015 : Minority Opinion
- 2015 : The Priests
- 2015 : Office : Kim Sang-gyu
- 2015 : The Exclusive: Beat the Devil's Tattoo : Moon
- 2015 : Twenty : le père de Chi-ho
- 2015 : The Deal : Son Myung-soo
- 2015 : Inside Men
- 2016 : Dernier train pour Busan : Yon-suk
- 2016 : The Truth Beneath : No Jae-soon
- 2016 : A Quiet Dream : Président
- 2016 : Yourself and Yours : Kim Joong-haeng
- 2017 : The King : Kim Eung-soo
- 2017 : Steel Rain : Lee Ee-seong
- 2017 : 1987: When the Day Comes
- 2018 : Golden Slumber : Mr. Min
- 2018 : Rampant : Le roi Lee Jo
- 2019 : Extreme Job : Le commissaire de police
- 2021 : The Book of Fish
- 2022 : Alienoid : Les Protecteurs du futur (외계+인 1부) de Choi Dong-hoon : Ja-jang

### Série télévisée
- 2023 : Black Knight : Grand-père